# 로드스타
《로드스타》는 2008년 1월 30일에 OCN에서 방영한 3인3색 감독전이다.

## 기획 의도
몰래 사귀던 톱스타 커플의 해프닝을 담은 코믹 멜로 드라마이다.

## 등장 인물

### 주요 인물
- 이정우 : 김지경 역
- 권민중 : 이루지 역

### 그 외 인물
- 김진욱 : 최성진 역
- 김인수 : 최회장 역
- 함정이 : 맹여사 역
- 곽수정 : 애린 역
- 이연 : 여홍 역
- 최홍탁 : 산부인과 의사 역
- 최송희 : 산부인과 간호사 역
- 김상선 : 분만실 간호사 2 역
- 곽남훈 : 루지 매니저 역
- 김종언 : 자전거 청년 역
- 김영진 : 드라마 PD 역
- 양동혁 : 과학수사대 1 역
- 나윤정 : 다방 레지 역
- 오지영 : 분만실 간호사 1 역
- 손호승 : 서반장 역
- 최선주 : 루지 스타일리스트 역
- 임병충 : 항문 여는 사내 역
- 최종남 : 스텝 역
- 윤수진 : 과학수사대 2 역